# ویلیام لوکو
ویلیام لوکو (انگلیسی: William Loko؛ زادهٔ ۵ فوریهٔ ۱۹۷۲) بازیکن فوتبال اهل فرانسه است.
از باشگاه‌هایی که در آن بازی کرده‌است می‌توان به باشگاه فوتبال استاد رنس و باشگاه فوتبال کان اشاره کرد.